# Niels Erik Nielsen
Niels Erik Nielsen (Ringe, 1893. május 1. – Ringe, 1974. március 4.) olimpiai ezüstérmes dán tornász.
Az 1920. évi nyári olimpiai játékokon indult tornában és a svéd rendszerű csapat összetettben ezüstérmes lett.
Klubcsapata a DDS&G's Hold volt.